# 郵政三事業
郵政三事業（ゆうせいさんじぎょう）とは、かつては日本郵政公社が行い、現在は日本郵政グループ各社が行う、郵便、郵便貯金、簡易生命保険という3つの事業の総称である。三公社五現業の内、5つの現業の1つ。

## 概要
郵政三事業は、日本各地に設置されている郵便局を通じて、広く国民に提供されるサービスである。
かつては、逓信省、郵政省、総務省郵政事業庁、日本郵政公社と国営事業として行われてきたが、2007年10月1日の郵政民営化実施に伴い、日本郵政グループ各社によって行われることとなった。

## 民営化後の三事業
2007年10月1日の郵政民営化以降、日本郵政グループ各社によって行われている。三事業の承継先は、次の通り。
- 郵便 - 日本郵便
- 郵便貯金 - ゆうちょ銀行
- 簡易生命保険 - かんぽ生命保険

これらの事業は、日本郵便の郵便局窓口を通じて広く提供されている。なお、国営時代に契約された定期性郵便貯金や簡易生命保険は、独立行政法人郵便貯金簡易生命保険管理・郵便局ネットワーク支援機構（郵政管理・支援機構）に承継され、政府保証が継続されている。

## 沿革
- 1871年4月20日 - 郵便事業創業。
- 1875年1月2日 - 郵便為替事業創業。
- 1875年5月2日 - 郵便貯金事業創業。
- 1906年3月1日 - 郵便振替事業創業。
- 1916年10月1日 - 簡易生命保険事業創業。これにより、郵政三事業が確立される。
- 2007年10月1日 - 郵政民営化。国営の郵政三事業が、民営により行われることとなる。